# Symmius yamaguchiensis
Symmius yamaguchiensis är en kräftdjursart som beskrevs av Michitaka Shimomura 2008. Symmius yamaguchiensis ingår i släktet Symmius och familjen Chaetiliidae. Inga underarter finns listade i Catalogue of Life.